# Нахимовы
Нахимовы — дворянский род, который разделился на две линии, Харьковскую и Смоленскую. 
Род внесён в I и II части родословных книг Смоленской и Харьковской губерний. 

## Происхождение и история рода
Родоначальник — Мануил Тимофеевич Нахимов (Нахименко), сотник Ахтырского слободского казачьего полка. Его сын Михаил Мануилович Нахимов (предок знаменитого адмирала), в силу домашних обстоятельств, в конце XVII или начале XVIII столетий, переселился из Слобожанщины в Смоленскую провинцию и от него пошла Смоленская линия Нахимовых, параллельно с Харьковской.
В начале XX века историк В. Л. Модзалевский сделал предположение о происхождении слобожанских дворян Нахимовых от некого Андрея Нахименко, жившего в Полтаве во 2-й половине XVII века.
Внуком Мануила был сатирик Аким Николаевич Нахимов (1782—1814), а из правнуков Мануила известны: адмирал, герой Севастополя Павел Степанович (1802—1855) и брат его Сергей Степанович (1805—1872), вице-адмирал и член Морского генерал-аудиториата.

## Описание герба
В серебряном поле лазоревый орёл с серебряным клювом и червлёным языком, держащий в серебряных лапах по мечу.
На щите дворянский коронованный шлем. Нашлемник: сломленная стрела, положенная в виде опрокинутого стропила, с серебряными наконечником и оперением. Намёт на щите лазоревый, подложенный серебром. Щитодержатели: справа золотой лев с серебряными когтями, клыками и червлёным языком, держащий в левой лапе серебряную булаву, слева грифон с серебряными когтями и клювом с червлёным языком, передние лапы которого серебряные, пересеченный чёрным с золотым, держащий в правой лапе серебряную булаву.

## Известные представители
- Нахимов Николай Матвеевич (г/р 1777) — прапорщик, Сычёвский уездный предводитель дворянства.
- Нахимов Степан Михайлович — секунд-майор, вяземский помещик, владелец села Городки.
- Нахимов Николай Матвеевич — оставшись сиротою, привезён в Смоленскую губернию и поступил под опеку Степана Михайловича, при помощи которого стал значительным помещиком Вяземского уезда.
- Нахимов Николай Степанович — штабс-офицер Морского кадетского корпуса, смотритель Зимнего дворца, вяземский уездный предводитель дворянства († 1850), женат на итальянке. Правнук — генерал-майор Леонид Васильевич Чижевский, праправнук ученый Александр Леонидович Чижевский.
- Нахимов Платон Степанович — штабс-офицер Морского кадетского корпуса, инспектор студентов Московского университета, смотритель Шереметьевской больницы в Москве.
- Нахимов Иван Степанович — ротный командир в Морском кадетском корпусе.
- Нахимова Анна Степановна — жена бельского помещика Василия Гавриловича Воеводского, у них три дочери и три сына, из коих два вице-адмирала и один контр-адмирал.
- Нахимов Владимир Михайлович — статский советник, предводитель дворянства Ельнинского уезда.